# Nikodem (Czibisow)
Nikodem, imię świeckie Jurij Walerjewicz Czibisow (ros. Юрий Чибисов; ur. 30 grudnia 1969 w Pawłowskim Posadzie) – rosyjski biskup prawosławny.

## Życiorys
Od dzieciństwa śpiewał w chórze cerkwi Wniebowstąpienia Pańskiego w Pawłowskim Posadzie. Po odbyciu służby wojskowej wrócił do rodzinnej miejscowości. Przyczynił się do wzniesienia w niej drugiej świątyni prawosławnej – cerkwi św. Bazylego i Opieki Matki Bożej, gdzie służył jako dzwonnik. Ukończył seminarium duchowne w Moskwie, po czym złożył śluby zakonne 24 grudnia 1997. 18 stycznia roku następnego przyjął święcenia kapłańskie. Pracował w parafii Trójcy Świętej w Saratowie, a następnie w parafii Kazańskiej Ikony Matki Bożej we wsi Aleksandrow Gaj i w parafii Podwyższenia Krzyża Pańskiego w Moskwie-Altufjewie. 13 sierpnia tego samego roku przeniesiony jako spowiednik do żeńskiego monasteru Poczęcia św. Anny w Moskwie. Na jego temat napisał swoją pracę kandydacką na zaocznych studiach w Moskiewskiej Akademii Duchownej, które ukończył w 2000. W 2006 za dotychczasową pracę kapłańską został nagrodzony prawem noszenia krzyża napierśnego, zaś 9 marca 2008 patriarcha Aleksy II nadał mu godność archimandryty. 23 marca tego samego roku został wikariuszem eparchii moskiewskiej z tytułem biskupa szaturskiego. Od 31 marca 2009 do 30 maja 2011 był biskupem ordynariuszem eparchii anadyrskiej i czukockiej. Następnie Święty Synod Rosyjskiego Kościoła Prawosławnego przeniósł go na katedrę jenisejską i norylską. W 2014 został przeniesiony ponownie, tym razem na katedrę czelabińską. 8 czerwca 2014 podniesiony do godności metropolity (z tytułem „czelabiński i złatoustowski”).
W 2016, w związku z podziałem eparchii czelabińskiej, jego tytuł uległ zmianie na „czelabiński i miasski”. W 2018 r. został przeniesiony na katedrę nowosybirską.